# 弗兰克·施莱辛格
弗兰克·施莱辛格（英語：Frank Schlesinger，1871年5月11日—1943年7月10日），美国天文学家。他的工作集中于对天体照片底片的应用，而非直接对可见天体的研究。

## 传记
施莱辛格就读于纽约市公立学校，1890年从纽约大学毕业，工作后从事验船师工作。1894年成为哥伦比亚大学天文系的一名特殊学生。1896年他获得了使能够脱产学习的奖学金，1898年获得博士学位。毕业后，他整个夏天都在叶凯士天文台充当乔治·海尔台长的志愿助手。1898年成为负责加利福尼亚州尤奇亚国际纬度观测站（International Latitude Observatory）的观测员，1899年至1903年为叶凯士天文学家，在那里，他率先使用摄影方法来测定恒星视差。1903年至1920年他担任了阿勒格尼天文台（Allegheny Observatory）台长，1920年到1941年为耶鲁大学天文台（Yale University Observatory）台长。
在耶鲁，他曾与艾达·巴尼（Ida Barney）一起进行了广泛的合作研究，编辑出版了耶鲁亮星星表。该项研究成果报告从1925年起连续发表公布（耶鲁大学天文台会报，第4版），并于上世纪80年代结束，在此，施莱辛格对天体学作出了重大贡献。
1912年他被选入美国哲学会、1916年入选美国国家科学院、1932年-1935年又入选美国文理科学院并担任美国天文学会主席，以及1919年-1922年国际天文联合会主席。
曾询问如何称呼他的名字，他告诉《文学摘要》道：“该名字对不会说德语的人来说很难，我通常称之为sles'in-jer"，即信使之霜之意。当然，德语语源和意思是西里西亚土著，歌手之霜'（rime with singer）在德语中的发音是施莱兹格（shlayzinger）”。

## 奖项和荣誉
- 法国科学院费尔茨奖（1926年）[6]
- 英国皇家天文学会金质奖章（1927年）
- 布鲁斯奖（1929年）
- 月球上的“施莱辛格环形山”，以及小行星“(1770) 施莱辛格”就是以他的名字命名。

## 家庭
1900年在加利福尼亚州尤奇亚与伊娃·赫希结婚（Eva Hirsch），生有一个孩子，弗兰克·瓦格纳·施莱辛格（Frank Wagner Schlesinger），后来的费城和芝加哥天文馆馆长。1928年妻子去世后，在1929年又娶了第二任妻子凯瑟琳·贝尔（罗林斯）·威尔考克斯女士(Katherine Bell (Rawling) Wilcox)。

## 研究成就
- Barney, Ida; Schlesinger, Frank. . 天文学杂志. 1938, 47. doi:10.1086/105478.
- Barney, Ida; Schlesinger, Frank. . 天文学杂志. 1939, 48. doi:10.1086/105546.
- Barney, Ida; Schlesinger, Frank. . 天文学杂志. 1940, 49. doi:10.1086/105625.

## 备注
1. 1 2 3 4  Peggy Aldrich Kidwell. . . New York: Oxford University Press. 1999.
2. 1 2 3  Template:Cite DAB
3. ↑  . phys-astro.sonoma.edu. 2013-01-24  [2013-06-13]. （原始内容存档于2014-03-13）.
4. ↑  Hoffleit, E. Dorrit.  (PDF). STATUS: The Committee on the Status of Women in Astronomy. American Astronomical Society. June 1990  [17 November 2012]. （原始内容 (PDF)存档于2016-04-05）.
5. ↑  Charles Earle Funk, What's the Name, Please?, Funk & Wagnalls, 1936.
6. ↑  . Popular Astronomy: 242. 1927. 参数|journal=与模板{{cite web}}不匹配（建议改用{{cite journal}}或|website=） (帮助); |volume=被忽略 (帮助)

## 延伸阅读
- Hockey, Thomas. . 天文学家传记百科全书 (施普林格出版社). 2009  [August 22, 2012]. ISBN 978-0-387-31022-0. （原始内容存档于2014-05-02）.